# Paranthura verrillii
Paranthura verrillii är en kräftdjursart som beskrevs av Richardson 1902. Paranthura verrillii ingår i släktet Paranthura och familjen Paranthuridae. Inga underarter finns listade i Catalogue of Life.